# Mîsliv, Kaluș
Mîsliv (în ucraineană Мислів) este un sat în comuna Ripeanka din raionul Kaluș, regiunea Ivano-Frankivsk, Ucraina.

## Demografie
Componența lingvistică a localității Mîsliv
     Ucraineană (98,96%)
     Rusă (1,04%)
Conform recensământului din 2001, majoritatea populației localității Mîsliv era vorbitoare de ucraineană (98,96%), existând în minoritate și vorbitori de rusă (1,04%).